# Іловайськ (роман)
«Іловайськ» — роман українського письменника Євгена Положія, заснований на реальних подіях в Іловайську 2014 р. Книга видана у видавництві Фоліо у 2017 р. З 2019 р. триває робота над фільмом за мотивами книги під назвою «Кордон» (режисер Андрій Кавун). Книга увійшла у рейтинг 30-ти знакових книг, виданих за 30 років Незалежності України (згідно з Українським інститутом книги). Книга складається з 16-ти історій.